# Chomutovice
Chomutovice jsou ves ležící v obci Popovičky v okrese Praha-východ ve Středočeském kraji, 5 km jižně od hranic Prahy. Na severu těsně sousedí se vsí Popovičky.
Jižně od vesnice se nachází lom na stavební kámen (konkrétně rohovec).

## Historie
První písemná zmínka o Chomutovicích pochází z roku 1205.

## Fotografie

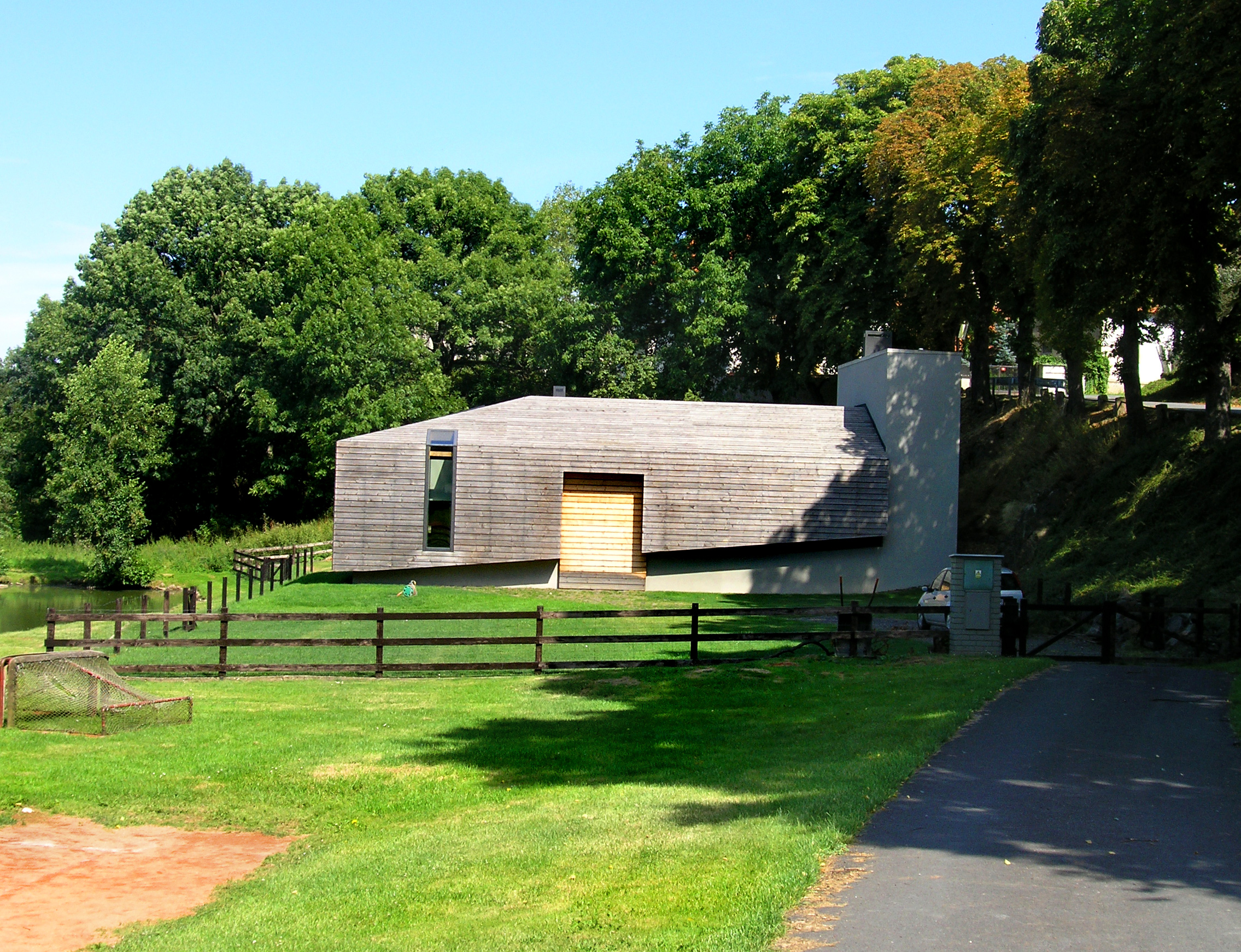
Vila v Chomutovicích
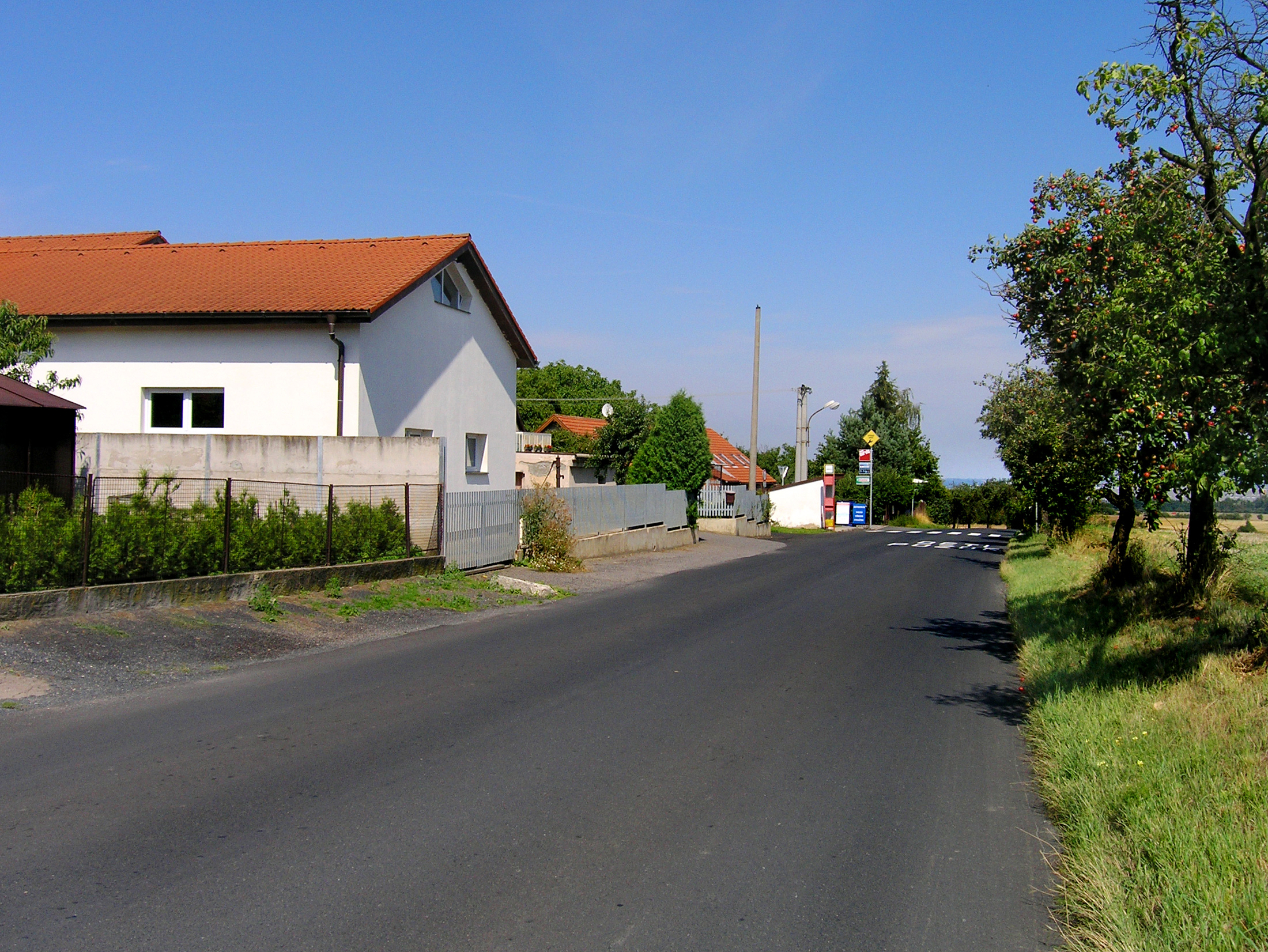
Silnice procházející Chomutovicemi se zastávkou autobusu PID
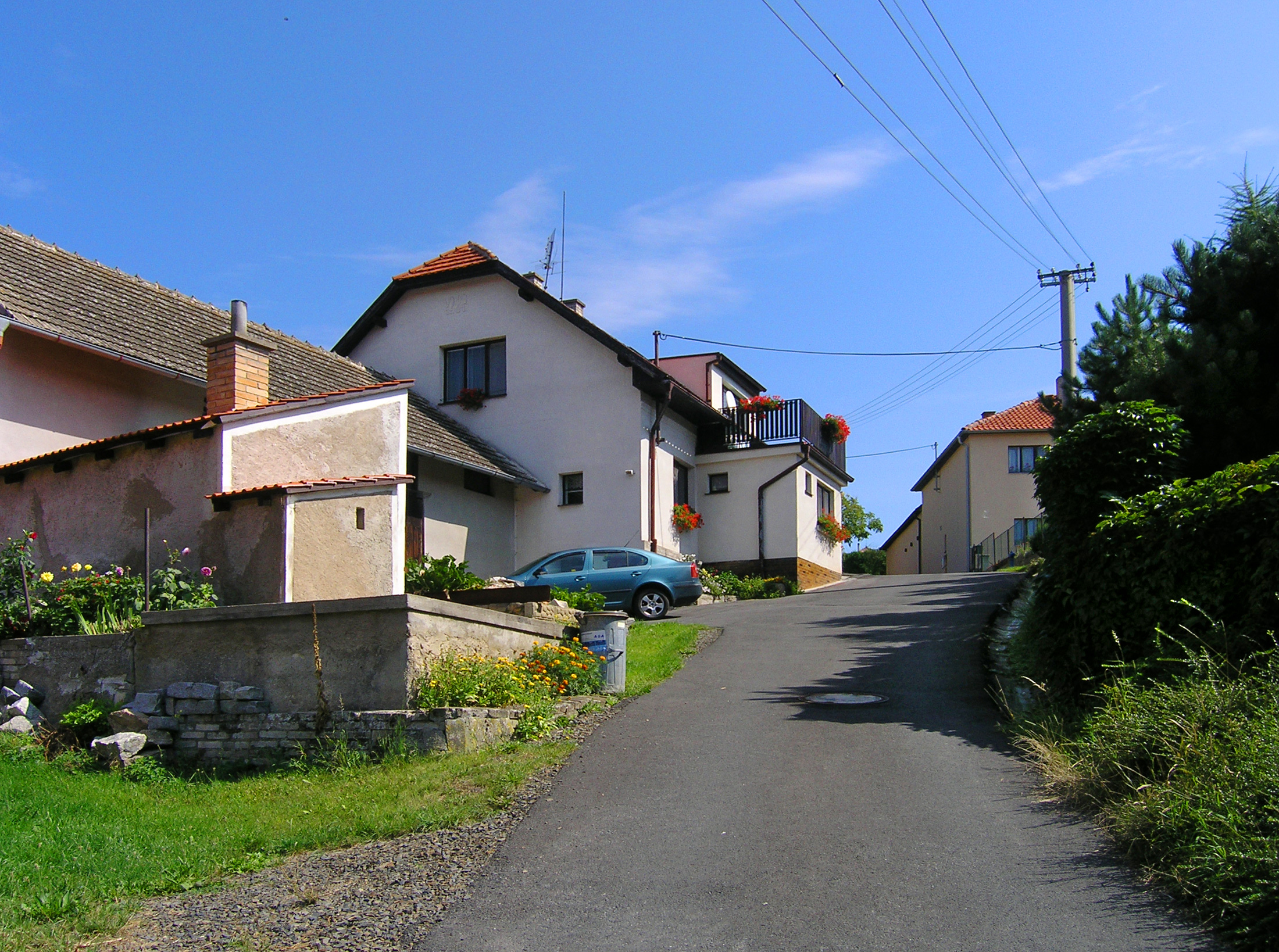
Horní část vesnice